# Transon
Der Transon (manchmal auch Trançon geschrieben) ist ein Fluss in Frankreich, der in der Region Nouvelle-Aquitaine verläuft. Er entspringt im südöstlichen Gemeindegebiet von Alloue, entwässert generell in nordwestlicher Richtung und mündet nach rund 22 Kilometern im Gemeindegebiet von Chatain als rechter Nebenfluss in die Charente. Auf seinem Weg durchquert der Transon zunächst das Département Charente und bildet in seinem Unterlauf für einige Kilometer der Grenze zum benachbarten Département Vienne, wo er schließlich auch mündet.

## Orte am Fluss
(Reihenfolge in Fließrichtung)
- Les Repaires, Gemeinde Alloue
- Les Essarts, Gemeinde Alloue
- Lasfont, Gemeinde Alloue
- Chez Doucet, Gemeinde Hiesse
- Chez Taury, Gemeinde Alloue
- Épenède
- Pleuville
- Tralbot, Gemeinde Chatain
- Beauvais, Gemeinde Chatain

## Sehenswürdigkeiten
- Château de Gorce, Schloss aus dem 15. Jahrhundert am Fluss, im Gemeindegebiet von Pleuville – Monument historique[4]